# میدل، نیوجرسی
میدل (به انگلیسی: Middle Township) شهری در ایالت نیوجرسی کشور ایالات متحده آمریکا است که جمعیت آن در سرشماری سال ۲۰۱۰ میلادی، ۱۸٬۹۱۱ نفر بوده‌است.